# Pararge occaecata
Pararge occaecata är en fjärilsart som beskrevs av Schultz 1908. Pararge occaecata ingår i släktet Pararge och familjen praktfjärilar. Inga underarter finns listade i Catalogue of Life.